# Karaağa, Doğanhisar
Karaağa là một thị trấn thuộc huyện Doğanhisar, tỉnh Konya, Thổ Nhĩ Kỳ. Dân số thời điểm năm 2011 là 1.605 người.